# Ravine Separee
Die Ravine Separee (auch: Ravine Séperte) ist ein kurzer Fluss im Parish Saint Patrick von Dominica.

## Geographie
Die Ravine Separee entspringt an einem westlichen Ausläufer von Foundland und verläuft in zwei großen Schlingen nach Süden. Nach kurzem, steilen Lauf mündet sie in den Malabuka River.